# Poczajów
Poczajów (ukr. Почаїв/Poczajiw, ros. Почаев) – miasto w rejonie krzemienieckim obwodu tarnopolskiego Ukrainy, do 1939 w granicach II Rzeczypospolitej (województwo wołyńskie, powiat krzemieniecki). Herb oraz prawa miejskie nadał król Stanisław August Poniatowski w roku 1778.
W granicach miasta znajdują się dawne wsie Taraż Nowy (Redkoduby) i Jurydyka.

## Historia
Poczajów położony jest na grzbiecie wyniosłego wzgórza opodal Podkamienia, między Brodami a Krzemieńcem, słynie jako ośrodek pielgrzymkowy prawosławnych i grekokatolików. W mieście znajduje się ławra Poczajowska – jeden z najważniejszych klasztorów Ukraińskiego Kościoła Prawosławnego Patriarchatu Moskiewskiego, dawniej monaster bazyliański. Początki wschodniochrześcijańskiego monastycyzmu w miejscowości sięgają XII–XIII w. Między XVIII wiekiem a 1832 obiekt należał do unickiego zakonu bazylianów. Oddany mnichom Rosyjskiego Kościoła Prawosławnego przez władze carskie z powodu zaangażowania bazylianów we wspieranie powstania listopadowego, pozostaje od tego czasu w jurysdykcji Kościoła prawosławnego. 
We wrześniu 1939 roku przez wkroczeniem Armii Czerwonej miejscowi Ukraińcy utworzyli milicję i przejęli władzę w mieście. Na początku lipca 1941 zajęty przez Wehrmacht. Niemcy zamknęli ludność żydowską w liczbie około 1 tys. w getcie. Getto zostało zlikwidowane 12 sierpnia 1942 przez SD, niemiecką żandarmerię i ukraińską policję. Rozstrzelano 794 osób, pozostali zdołali zbiec i uniknąć egzekucji albo pozostawiono ich przy życiu dla wykonywania robót drogowych. Polacy, których w Poczajowie żyło tylko około 10 rodzin, w lipcu 1943 roku pod wpływem doniesień o rzezi wołyńskiej wyjechali do pobliskiego Podkamienia, co jednak nie uchroniło ich przed atakiem UPA.
W 1989 Poczajów liczył 10 019 mieszkańców, a w 2013 było ich 7842.

## Pobliskie miejscowości
- Brody
- Olesko
- Podhorce
- Podhajce
- Podkamień
- Zborów

## Transport
Tutaj zaczyna się droga terytorialna T 2013, która przebiega przez Załoźce, oraz droga miejscowa do Wiśniowca, która przechodzi przez Rydoml i Młyniowce. Przez miasto biegnie droga regionalna R 26. Miasto jest połączone z innymi miejscowościami transportem drogowym.

## Znane osoby związane z Poczajowem
- Paweł Giżycki – polski architekt baroku, malarz, dekorator, jezuita; przebudowa miejscowego kościoła (1744)
- Mikołaj Bazyli Potocki – starosta kaniowski, mecenas sztuki, fundator wielu kościołów i klasztorów. Ostatnie lata życia spędził w Ławrze Poczajowskiej, w której został pochowany[9].
- ks. Stanisław Fijałkowski - w latach 1936 - 1943 proboszcz parafii rzymskokatolickiej w Poczajowie, zamordowany 13 marca 1944 r. w czasie napadu nacjonalistów ukraińskich z UPA na klasztor ojców dominikanów w Podkamieniu[10].

Właściciele
- Aleksander Dominik Tarnowski (1668–1703)
- Kajetan Amor Tarnowski (zm. 1753)[11]